# Wereldkampioenschap wegrace 1996
Het wereldkampioenschap wegrace seizoen 1996 was het 48e in de geschiedenis van het door de FIM georganiseerde wereldkampioenschap wegrace.

## Kalender
| Ronde | Datum        | Grand Prix              | Locatie        | Winnaar 125 cc   | Winnaar 250 cc | Winnaar 500 cc  | Winnaar zijspan 500 cc         | Verslag |
| ----- | ------------ | ----------------------- | -------------- | ---------------- | -------------- | --------------- | ------------------------------ | ------- |
| 1     | 31 maart     | GP van Maleisië         | Shah Alam      | Stefano Perugini | Max Biaggi     | Luca Cadalora   |                                | Verslag |
| 2     | 7 april      | GP van Indonesië        | Sentul         | Masaki Tokudome  | Tetsuya Harada | Mick Doohan     |                                | Verslag |
| 3     | 21 april     | GP van Japan            | Suzuka         | Masaki Tokudome  | Max Biaggi     | Norifumi Abe    |                                | Verslag |
| 4     | 12 mei       | GP van Spanje           | Jerez          | Haruchika Aoki   | Max Biaggi     | Mick Doohan     |                                | Verslag |
| 5     | 26 mei       | GP van Italië           | Mugello        | Peter Öttl       | Max Biaggi     | Mick Doohan     | Paul Güdel Charly Güdel        | Verslag |
| 6     | 6 juni       | GP van Frankrijk        | Paul Ricard    | Stefano Perugini | Max Biaggi     | Mick Doohan     |                                | Verslag |
| 7     | 29 juni      | TT Assen                | Assen          | Emilio Alzamora  | Ralf Waldmann  | Mick Doohan     | Darren Dixon Andy Hetherington | Verslag |
| 8     | 7 juli       | GP van Duitsland        | Nürburgring    | Masaki Tokudome  | Ralf Waldmann  | Luca Cadalora   | Darren Dixon Andy Hetherington | Verslag |
| 9     | 21 juli      | GP van Groot-Brittannië | Donington      | Stefano Perugini | Max Biaggi     | Mick Doohan     | Darren Dixon Andy Hetherington | Verslag |
| 10    | 4 augustus   | GP van Oostenrijk       | Zeltweg        | Ivan Goi         | Ralf Waldmann  | Àlex Crivillé   | Paul Güdel Charly Güdel        | Verslag |
| 11    | 18 augustus  | GP van Tsjechië         | Brno           | Valentino Rossi  | Max Biaggi     | Àlex Crivillé   | Rolf Biland Kurt Waltisperg    | Verslag |
| 12    | 1 september  | GP van Imola            | Imola          | Masaki Tokudome  | Ralf Waldmann  | Mick Doohan     |                                | Verslag |
| 13    | 15 september | GP van Catalonië        | Catalunya      | Tomomi Manako    | Max Biaggi     | Carlos Checa    | Rolf Biland Kurt Waltisperg    | Verslag |
| 14    | 6 oktober    | GP van Rio de Janeiro   | Rio de Janeiro | Haruchika Aoki   | Olivier Jacque | Mick Doohan     |                                | Verslag |
| 15    | 20 oktober   | GP van Australië        | Eastern Creek  | Garry McCoy      | Max Biaggi     | Loris Capirossi |                                | Verslag |